# ريتشارد سكوت (لاعب كريكت)
ريتشارد سكوت (2 نوفمبر 1963 في المملكة المتحدة - ) (بالإنجليزية: Richard Scott)‏ هو لاعب كريكت بريطاني. لعب مع نادي مقاطعة غلوستر للكريكت ‏ ونادي مقاطعة هامبشاير للكريكت ‏ وDorset County Cricket Club ‏.